# Karol Zaleski (lekarz)
Karol Ernest Zaleski h. Jelita (ur. 1 września 1856 w Mikuliczynie, zm. 20 lutego 1941 w Sanoku) – polski higienista i internista, doktor wszech nauk lekarskich, lekarz miejski w Sanoku, działacz społeczny i narodowy.

## Życiorys

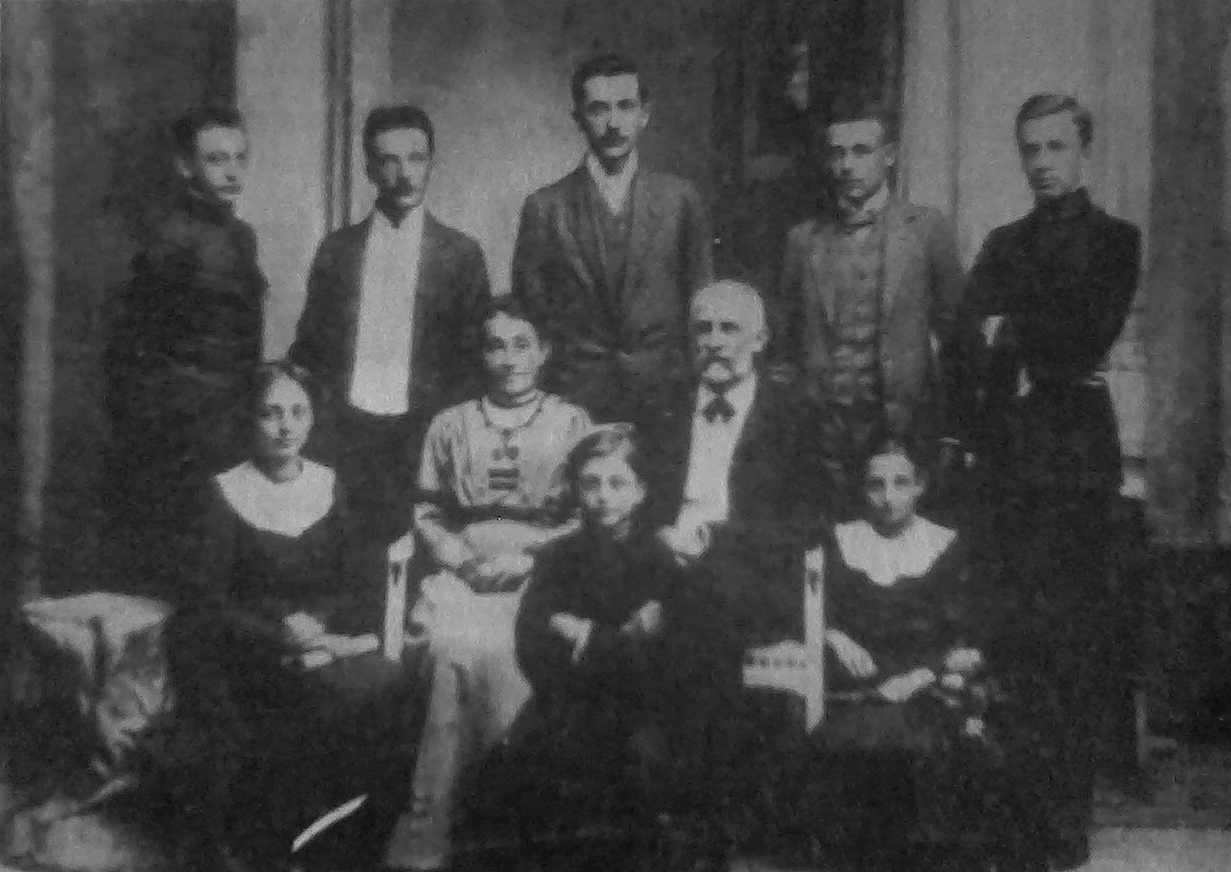
Rodzina Zaleskich (ok. 1906–1912)

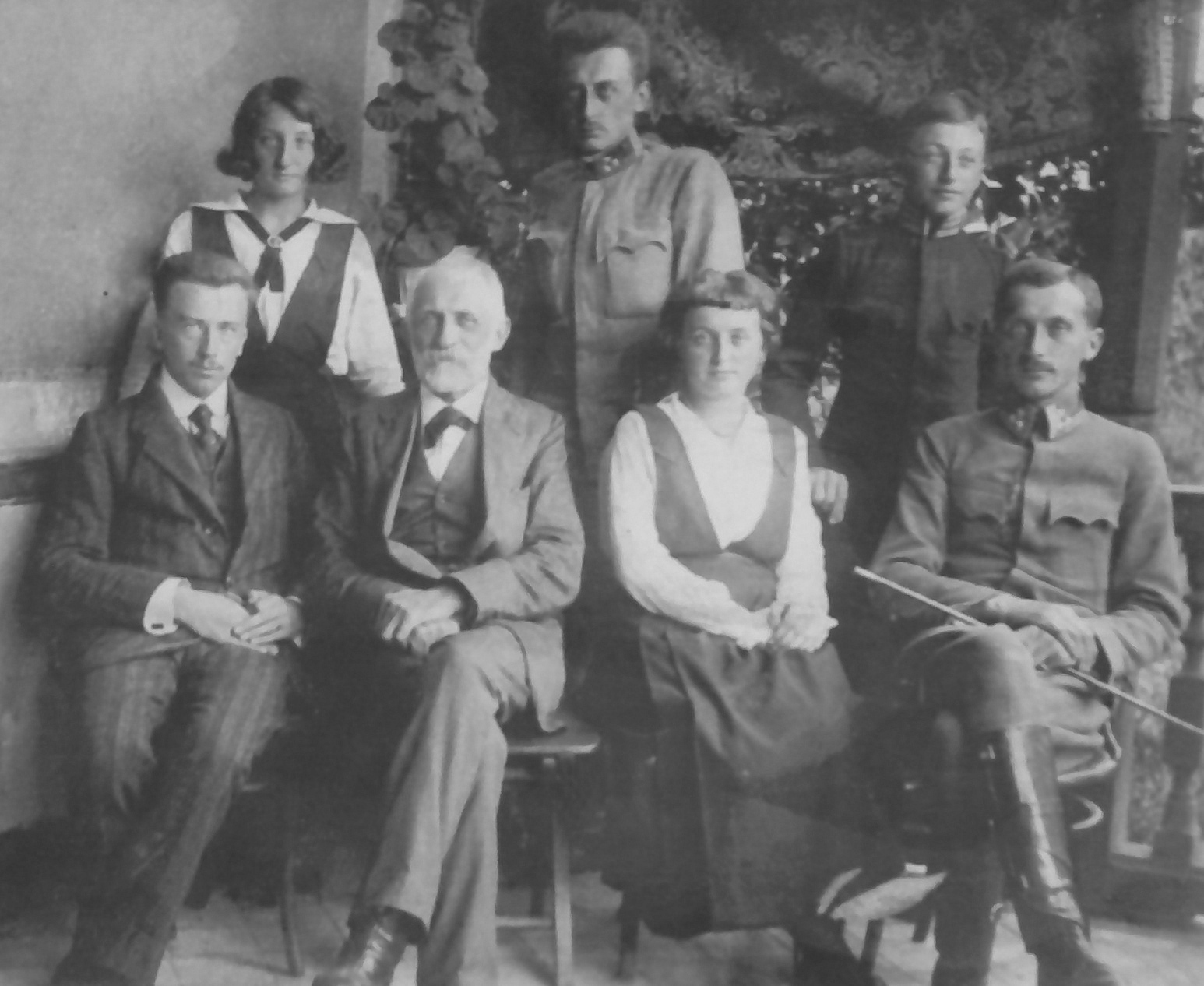
Rodzina Zaleskich (ok. 1912–1918)

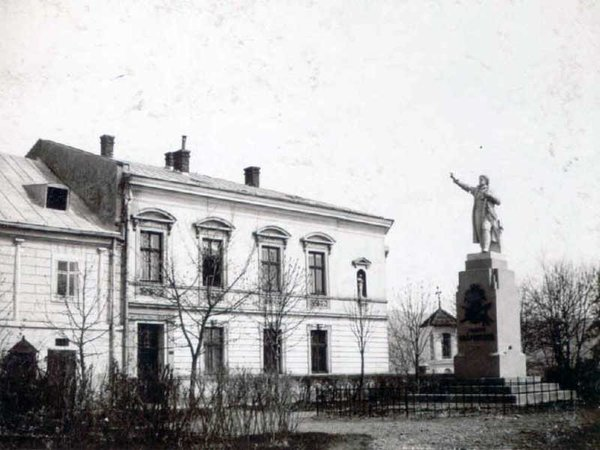
Willa Zaleskich w Sanoku w 1. poł. XX wieku. Widok od strony placu św. Jana. Widoczny nieistniejący pomnik Tadeusza Kościuszki

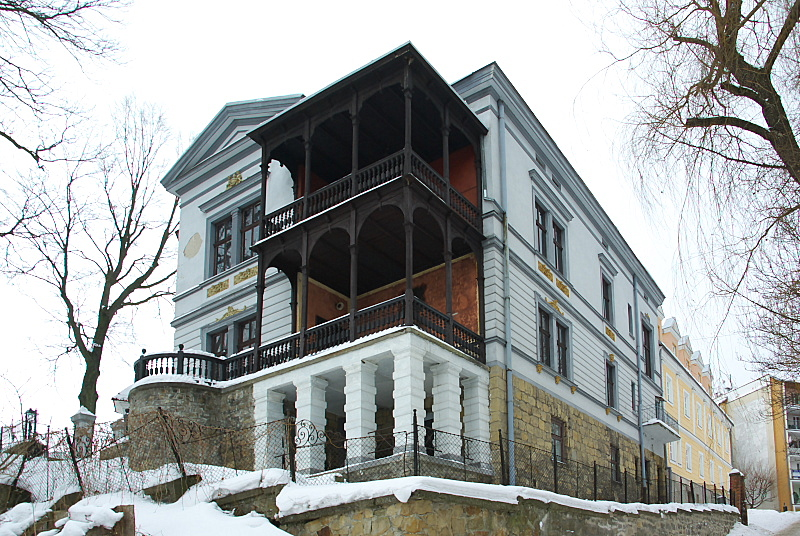
Willa Zaleskich (2012)

zmaKarol Ernest Zaleski wywodził się z zubożałej szlacheckiej rodziny Zaleskich. Urodził się 1 września 1856 w Mikuliczynie nad Prutem jako syn Ludwika (powstaniec listopadowy, właściciel folwarku, naczelnik gminy jednostkowej) i Elżbiety z Kucharskich (dwoje jej rodzeństwa zmarło w dzieciństwie).
Uczył się w C.K. Gimnazjum w Stanisławowie, gdzie w 1877 ukończył z wynikiem celującym VIII klasę i zdał chlubnie egzamin dojrzałości (w jego klasie byli m.in. Jan Hanusz, Franciszek Majchrowicz, Józef Wiczkowski). Studiował na Wydziale Wszechnauk Lekarskich Uniwersytetu Jagiellońskiego, który ukończył 3 kwietnia 1884 otrzymując dyplom lekarza i stopień doktora wszech nauk lekarskich. Podczas studiów działał w Bratniej Pomocy, współtworzył Kółko Filodemów UJ. Współtworzył krakowskie koło Towarzystwa Oświaty Ludowej. Szerzył działalność oświatową we wsiach zimie krakowskiej i na Podhalu. Po ukończeniu studiów odbywał specjalizację w klinikach w Wiedniu, gdzie otrzymał stopień sekundariusza I klasy w szpitalu Krankenanstalt Rudolfstiftung. Został specjalistą higieny i chorób wewnętrznych. W stolicy monarchii był członkiem zarządu Polskiego Stowarzyszenia „Przytulisko”, udzielając pomocy lekarskiej Polakom.
Jeszcze podczas studiów odwiedził Sanok i przebywając na placu św. Jana rozważał, że mógłby tam osiąść i żyć. Później, wybierając miejsce swojej pracy zdecydował się na Sanok. Przed przyjazdem tam ożenił się pod koniec 1886 we Lwowie z Wilhelminą Leixner (1859–1912), pochodzącą ze Stanisławowa nauczycielką szkół wydziałowych żeńskich, ok. 1887 pracującą we Lwowie, działaczką ruchu abstynenckiego i przeciwalkoholowego i Towarzystwa św. Wincentego à Paulo.
Do Sanoka przybył 12 czerwca 1886. Początkowo zamieszkał przy ul. Rymanowskiej u swojego szkolnego przyjaciela Franciszka Majchrowicza, miejscowego nauczyciela gimnazjalnego (w lipcu 1886 przeniesionego do Stanisławowa). Następnie zamieszkiwał w wynajmowanym mieszkaniu przy ul. Jagiellońskiej (Hotel „Pod Trzema Różami”). Później został wzniesiony dom, zwany Willą Zaleskich, wybudowany w latach 1896–1910 (projekt wykonał w 1894 architekt miejski, inż. Władysław Beksiński, a drugim projektantem był Wilhelm Szomek). W zamyśle doktora Zaleskiego rodowa siedziba miała nawiązywać architektonicznie do pałaców weneckich. Była została określona także „Sokolim Gniazdem” z uwagi na umiejscowienie tuż nad 40-metrową skarpą. Na początku stycznia 1895 dr Zaleski ofiarował 1050 m² ziemi pod budynek domu kolonii wakacyjnej dla dziewcząt w rodzinnym Mikuliczynie.
W Sanoku doktor Zaleski prowadził praktykę lekarską. Od 1887 był lekarzem w służbie zdrowia w utworzonym w tym roku C.K. Sądzie Obwodowym w Sanoku. Na przełomie XIX/XX wieku pełnił funkcje lekarza w więzieniu w Sanoku i rzeczoznawcy w służbie zdrowia przy Sądzie Obwodowym w Sanoku. W 1888 zachorował na tyfus plamisty, którego epidemia trwała w więzieniu, jednak wyzdrowiał z uwagi na łagodny przebieg choroby. Sprawował stanowisko lekarza kontraktowego w c.k. jednostce wojskowej w Olchowcach. Podczas walnego zgromadzenia Towarzystwa Samopomocy Lekarzy 28 lutego 1903 zgłosił się na członka tej organizacji. Był lekarzem oddziału w Sanoku Towarzystwa Wzajemnych Ubezpieczeń w Krakowie (do ok. 1906). W 1902 był przewodniczącym sekcji sanockiej Towarzystwa Lekarzy Galicyjskich, a w 1912 pozostawał członkiem tego oddziału. W sierpniu 1905 został wybrany zastępcą członka Izby Lekarskiej Zachodnio-Galicyjskiej z okręgu Sanok-Brzozów-Lisko-Dobromil, Ludwika Ćwiklicera, wybranego na kolejne trzechlecie, ponownie z powyższej z Grupy IV wybrany dnia 16 września 1908, a w 1912 zasiadł w ILZG. Był członkiem komisji zdrowotnej Rady Powiatu Sanockiego.
W Sanoku prowadził kursy samarytańskiej i sanitarne dla różnych służb i stowarzyszeń. Został kierownikiem służby sanitarnej (samarytanin) w Sanockiej Chorągwi Drużyn Bartoszowych, założonej 3 sierpnia 1911. W trakcie I wojny światowej i trwającej okupacji miasta przez Rosjan zastępując lekarza miejskiego przeciwdziałał szerzeniu się cholery (jako lekarz choleryczny do 23 sierpnia 1915) i przejściowo pracował jako jedyny lekarz dla ludności. W 1918 wraz z innymi osobistościami miejskimi (jako przewodniczący Wojciech Ślączka oraz m.in. Adam Pytel, Feliks Giela, Jan Rajchel, Paweł Biedka oraz wojskowi kpt. Antoni Kurka i kpt. Franciszek Stok) funkcjonował w ramach powołanego 20 października 1918 Komitetu Samoobrony Narodowej, który 31 października/1 listopada 1918 dokonał bez walk przejęcia władzy w Sanoku. Od marca 1919 do 1939 przez cały okres II Rzeczypospolitej sprawował stanowisko lekarza miejskiego w Sanoku (formalnie był kierownikiem Wydziału Sanitarnego magistratu w Sanoku). Pracował w sanockim Szpitalu Powiatowym. Ponadto uczył higieny i biologii w sanockich szkołach: od 1913 w 9-klasowej szkole żeńskiej, a po 1918 we wszystkich sanockich szkołach powszechnych, zawodowych (Handlowej i Przemysłowej), Miejskim Prywatnym Seminarium Nauczycielskim Żeńskim. W 1922 został mianowany członkiem Komisji Egzaminacyjnej dla Nauczycieli Szkół Powszechnych.
Był radnym miejskim wybranym w: 1907, 1910, 1914, 1912 w nowej radzie po przyłączeniu do Sanoka gminy Posada Sanocka, radnym pierwszej powojennej kadencji od 1919, w 1929. W Radzie działał w Komisji Sanitarno-Wodociągowej.
Był działaczem społecznym na wielu polach. Prowadził wycieczki piesze po ziemi sanockiej. Propagował zdrowy tryb życia i trzeźwość, od 1904 będąc działaczem antyalkoholowym i antynikotynowym. W tym zakresie około tego roku założył i jako przewodniczący zarządu kierował Towarzystwem „Eleutria”, które propagowało zabawę i rekreację bez spożywania alkoholu oraz turystyczny i sportowy tryb życia; w ramach tej idei ewidencjonował m.in. punkty sprzedaży alkoholu. W 1905 był sygnatariuszem odezwy lekarzy polskich o charakterze antyalkoholowym. Prowadził wykłady na temat niekorzystnego wpływu alkoholu na zdrowie. W duchu idei antyalkoholowej występował też na Zjeździe Lekarzy i Przyrodników Polskich we Lwowie w 1907 oraz na Zjeździe Higienistów Polskich w 1914. Apelował również o wprowadzenie ustawodawstwa o charakterze przeciwalkoholowym. Popierał także przyrodolecznictwo, żywienie jarskie, ruch rekreacyjny i gimnastykę. Na łamach „Przeglądu Lekarskiego” w 1918 apelował o utworzenie w polskich akademiach medycznych katedr wodolecznictwa, etyki, historii medycyny. Był członkiem Towarzystwa Lekarzy Polskich we Lwowie, do 1939 był członkiem Lwowskiej Izby Lekarskiej.
W 1913 miasto przyznało mu 4 morgi lasu (wnioskował o 20 morgów) na Białej Górze, gdzie zamierzał stworzyć sanatorium balneologiczne (jego eksperyment nie powiódł się). Udzielał się w Towarzystwie Polskiej Ochronki Dzieci Chrześcijańskich, a jego wychowankom udzielał nieodpłatnie porad lekarskich. Pełnił funkcję delegata Towarzystwa Oświaty Ludowej. W tym charakterze przed 1889 był współzałożycielem czytelni przy sanockim więzieniu oraz był inicjatorem założenia przez Krakowskie TOL czytelni w Posadzie Sanockiej, otwartej 21 grudnia 1890 i kierowanej przez Władysława Sygnarskiego. W 1888 był inicjatorem założenia sanockiego gniazda Polskiego Towarzystwa Gimnastycznego „Sokół”. W pierwszej połowie 1889 wydał broszurę pt. Do przyszłych Sokołów, traktującą o ważnej roli higieny, zdrowia i gimnastyki. Prowadził czynną akcję odczytową. Był aktywnym działaczem sanockiego gniazda sokolego (był we władzach wydziału oraz komisjach towarzyskiej i finansowej), w latach 1890–1897 prezesem (ponownie wybrany w 1892). Wraz z przedstawicielami macierzystego oddziału uczestniczył w jubileuszowym I Zlocie Sokolim od 5 do 6 czerwca 1892 we Lwowie z okazji 25-lecia Towarzystwa. Jego nazwisko zostało umieszczone w drzewcu sztandaru TG Sokół w Sanoku, na jednym z 125 gwoździ upamiętniających członków. W 1914 otrzymał także tytuł członka honorowego sanockiego gniazda „Sokoła”. Był członkiem zwyczajnym Macierzy Szkolnej dla Księstwa Cieszyńskiego. Był członkiem sanockiego biura powiatowego Stowarzyszenia Czerwonego Krzyża mężczyzn i dam w Galicji. W 1893 był inicjatorem założenia w Sanoku koła Towarzystwa Szkół Ludowych i został członkiem zarządu, był członkiem założycielem koła Towarzystwa Szkoły Ludowej w Sanoku i działaczem tego oddziału TSL w latach 1925–1936. W 1931 otrzymał tytuł członka zasłużonego TSL w Krakowie. Był inicjatorem uczczenia 100-lecia uchwalenia Konstytucji 3 Maja w 1891. Objął przewodnictwo w Komitecie Budowy Pomnika Tadeusza Kościuszki w Sanoku, a 28 września 1902 przewodził uroczystościom odsłonięcia tego monumentu na placu św. Jana, tuż obok swojej willi, wygłaszając okolicznościowe przemówienie. W związku ze swoją przemową w trakcie uroczystości rocznicy 500-lecia bitwy pod Grunwaldem został uznany przez władze austriackie za politycznie podejrzanego („politisch verdächtig”). W maju 1904 był inicjatorem założenia Towarzystwa Upiększania Miasta Sanoka (1904–1914) i działaczem TUMS, od 1905 do 1919 był sekretarzem, wybierany wydziałowym TUMS 30 kwietnia 1910, 19 czerwca 1912, później zastępcą sekretarza, łącznie sekretarzem TUMS był 14 lat). W tym czasie był inicjatorem powstania pomnika Grzegorza z Sanoka, który w zamierzeniu stanąć na placu Marii przy obecnej ulicy Grzegorza z Sanoka w Sanoku (w tym celu zbierano fundusze, jednak ostatecznie pomnik nie powstał). W sierpniu 1900 wszedł w skład komitetu mieszczańskiego w Sanoku, zajmującego się wyborami do Sejmu Krajowego Galicji. Był członkiem komitetu organizacyjnego Krajowy Zjazd Strażacki w Sanoku zorganizowany w lipcu 1904. Od 1905 przez wiele lat pełnił funkcję przewodniczącego sekcji Towarzystwa Powszechnych Wykładów Uniwersyteckich w Sanoku. Na początku 1905 został wybrany członkiem sądu polubownego Towarzystwa Młodzieży Polskiej „Znicz”. Był członkiem zwyczajnym Towarzystwa dla Popierania Nauki Polskiej. Był członkiem komisji rewizyjnej Towarzystwa Pszczelniczo-Ogrodniczego w Sanoku. Współtworzył powołany 7 sierpnia 1921 sanocki oddział Związku Strzeleckiego „Strzelec” i został jego przewodniczącym. W 1931 został wyróżniony dyplomem honorowym przez Walny Zjazd Delegatów Koła TSL w Krakowie (ponadto doceniona została Teodozja Drewińska). Od 1923 był członkiem wspierającym i zasiadł w Radzie Opiekuńczej Katolickiego Związku Młodzieży Rękodzielniczej i Przemysłowej w Sanoku. Został członkiem wydziału (zarządu) zawiązanego 22 maja 1919 Koła Przyjaciół Harcerstwa w Sanoku. W 1923 został członkiem honorowym Czytelni Mieszczańskiej w Sanoku. Był członkiem wydziału Kasy Oszczędności miasta Sanoka (1927). W 1929 był jednym z założycieli sanockiego koła Polskiego Towarzystwa Tatrzańskiego. W 1933 został wybrany członkiem komisji rewizyjnej sanockiego oddziału Polskiego Czerwonego Krzyża. Wśród mieszkańców miasta był określany mianem „Dziadzio”. Uchwałą z 1929 został uznany przynależnym do gminy Sanok.

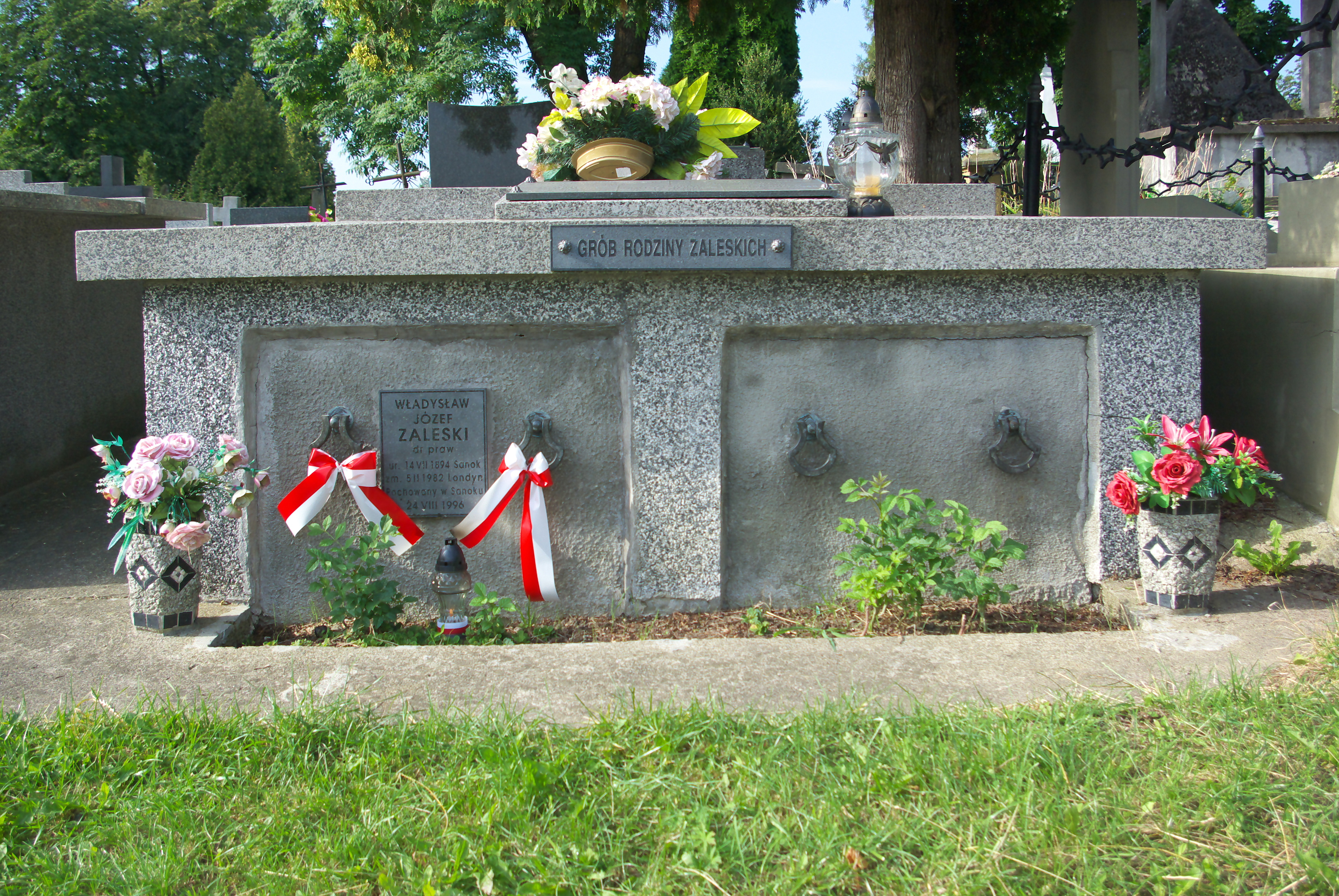
Grobowiec Zaleskich w Sanoku

Po wybuchu II wojny światowej dr Karol Zaleski uzyskał od niemieckich władz okupacyjnych obietnicę pozostawienia w mieście pomnika Tadeusza Kościuszki. Zmarł 20 lutego 1941 w Sanoku. Został pochowany w grobowcu rodzinnym na cmentarzu przy ul. Rymanowskiej w Sanoku nieopodal nieczynnej kaplicy. Dwa miesiące po jego śmierci okupanci rozpoczęli akcję likwidacji pomnika Tadeusza Kościuszki.
Małżeństwo Zaleskich miało dziewięcioro dzieci (sześciu synów i trzy córki). Byli to kolejno Tadeusz Karol (ur. 1887), Juliusz (ur. 1889), Karol Wilhelm (ur. 1890), Zygmunt (ur. 1892), Władysław (ur. 1894), Maria Elżbieta (1896–1967), Jakub (ur. 1899), Jadwiga (ur. 1900) i Zofia Ludwika (1903–1906), zmarła w dzieciństwie na zapalenie opon mózgowych. Ich potomstwo także przysłużyło się miastu, uzyskując również wyższe wykształcenie oraz zostając patriotami i prawymi ludźmi. Oprócz Marii wszystkie dzieci lekarza ukończyły Gimnazjum Męskie im. Królowej Zofii w Sanoku. Synowie walczyli w I wojnie światowej; Tadeusz i Karol Zaleski, zostali zesłani w głąb Rosji, zostali żołnierzami 5 Dywizji Syberyjskiej – pierwszy z nich był lekarzem z tytułem doktora, zmarł w 1920 w Krasnojarsku wszczepiając sobie próbnie szczepionkę przeciw tyfusowi, drugi został tam działaczem harcerskim i po czym po sześciu latach w 1920 powrócił do rodzinnego domu, a po wojnie był profesorem fitopatologiem. Władysław i Zygmunt uczestniczyli w wojnie polsko-bolszewickiej. Syn Juliusz został nauczycielem i filologiem, w 1918 współorganizował wojsko w powiecie. Władysław Zaleski (1894–1982) był harcerzem, m.in. uczestniczył z polską delegacją skautową w zlocie w Birmingham, oficerem w wojsku, później pełnił funkcję prezesa Najwyższej Izby Kontroli na Uchodźstwie przez cztery lata. Córka Jadwiga Zaleska (1900–1993) była polonistką, romanistką, nauczycielką wychowania fizycznego, po wybuchu II wojny światowej podczas okupacji niemieckiej 1939–1945 jako harcmistrzyni prowadziła tajne nauczanie w domu Zaleskich. Synowie Juliusz i Jakub w 1940 zostali ofiarami zbrodni katyńskiej, popełnionej przez sowietów. Zygmunt do 1952 był adwokatem z tytułem doktora praw. Córka Maria, po mężu Hanus, ukończyła Instytut im. Baranieckiego w Krakowie, była działaczką społeczną, m.in. w Lidze Kobiet.
Karol Zaleski posiadał sporą bibliotekę zawierającą publikacje z dziedziny medycyny. Jeszcze podczas studiów jego publikacje na temat krzewienia oświaty ukazywały się w pismach „Wieniec”, „Pszczółka”, „Zagroda” (podpisywał się jako „Karol z nad Prutu”). Później publikował w czasopismach „Rodziny i Szkoły”, „Przegląd Lekarski”, „Przewodnik Higieniczny”, „Przewodnik Zdrowia” (Berlin), Gazeta Sanocka, „Tygodnik Ziemi Sanockiej”, „Przewodnik Gimnastyczny „Sokół””. Jego artykuły i rozprawy dotyczyły higieny, alkohologii, bakteriologii, chorób zakaźnych. Osobno wydano jego broszury wzgl. rozprawy: Kto rano wstaje, Jak utrzymać odporność ustroju, Nowe zadania higieny wobec rozwoju bakteriologii, Alkohol a miłość (1903). Dokonał przekładu dzieła Zarys historii gimnastyki autorstwa dr. Schmidta. Był także autorem poezji okazjonalnej. Był autorem wspomnień spisanych w formie dziennika w pamiętniku dokumentującym czas I wojny światowej i II Rzeczypospolitej, które stanowią cenne źródło wiedzy historycznej o Sanoku. Zachowały się one w trzech częściach: pierwsza pt. Pamiętniki z czasów wojny europejskiej 1914 (prowadzony od 8 listopada 1914 do 28 lipca 1915). Część trzecia nosi tytuł Dziennik czynności Miejskiego Urzędu Zdrowia w Sanoku 1933–1938. Po latach dzięki jego zapiskom było możliwe ustalenie liczby ludności miasta. Cztery części pamiętników zostały odnalezione w 1985 przez córkę Jadwigę, opracowane i w 1988 przekazane do Muzeum Historycznego w Sanoku i Muzeum Budownictwa Ludowego w Sanoku. Księgozbiór lekarski Karola Zaleskiego został przekazany przez Jadwigę Zaleską na rzecz Akademii Medycznej w Poznaniu, zaś pamiątki dotyczące miasta Sanoka do ww. MBL oraz tamtejszego Muzeum Historycznego.

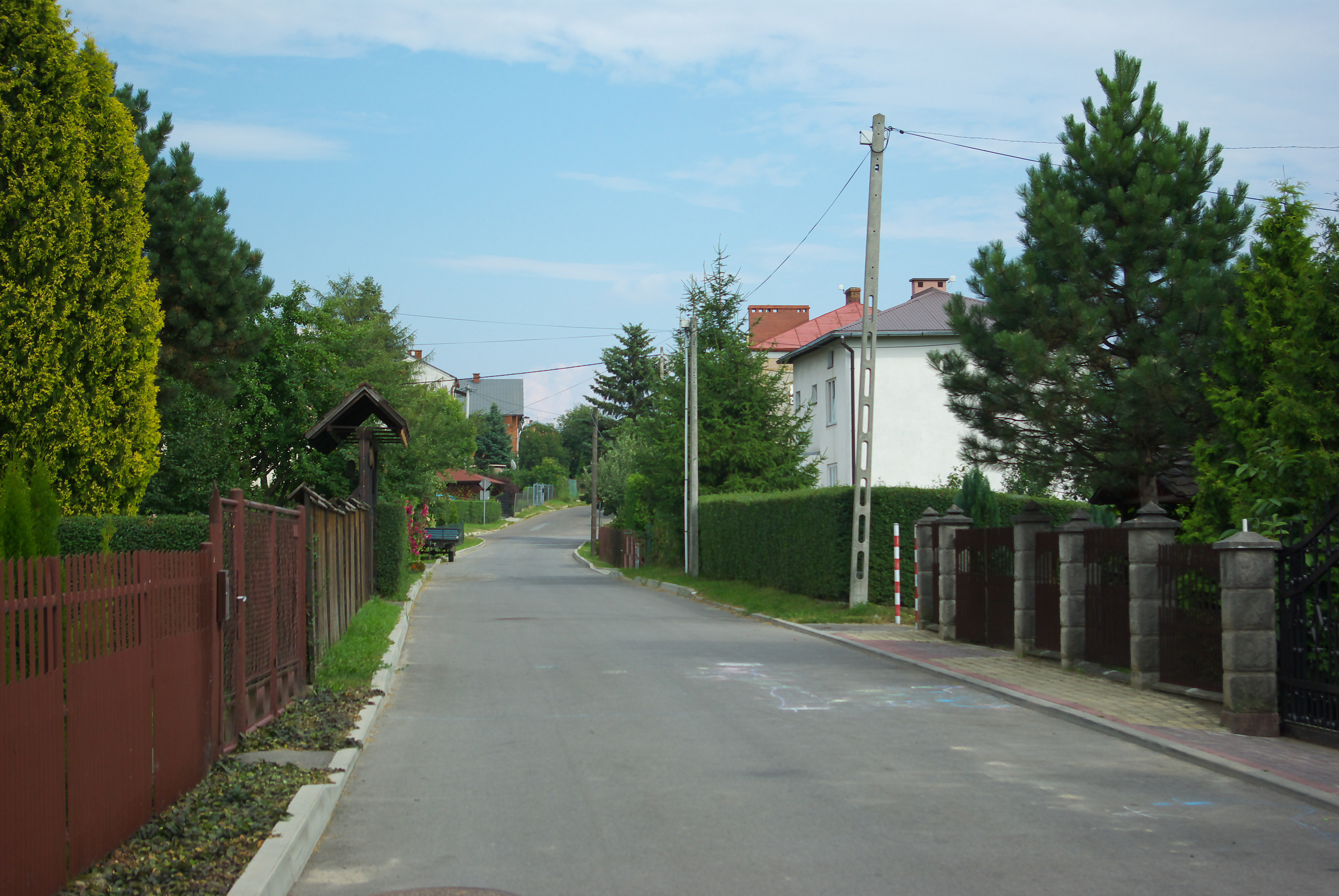
Ulica Karola Zaleskiego w Sanoku

## Upamiętnienie
Postać dr. Karola Zaleskiego została uwieczniona w rzeźbie autorstwa sanockiego artysty i oficera, Józefa Sitarza.
Na terenie Sanoka w dzielnicy Dąbrówka została ustanowiona ulica Karola Zaleskiego.
24 sierpnia 1996 (w dniu powtórnego pogrzebu w Sanoku jego syna Władysława) na willi Zaleskich została odsłonięta tymczasowa tablica upamiętniająca Karola Zaleskiego.
Osoba Karola Zaleskiego pojawiła się w powieści pt. Złoty Wilk (2009) autorstwa Bartłomieja Rychtera, w której główny bohater zamieszkuje w Willi Zaleskich.
Podczas uroczystości 130-lecia gniazda TG „Sokół” w Sanoku 29 czerwca 2019 na gmachu tegoż została odsłonięta tablica upamiętniająca 10 działaczy zasłużonych dla organizacji sokolej i Sanoka, w tym Karola Zaleskiego.

## Ordery i odznaczenia
- Krzyż Oficerski Orderu Odrodzenia Polski (3 maja 1928)[188][117][6]
- Medal Dziesięciolecia Odzyskanej Niepodległości (1929)[117]
- Odznaka Honorowa Polskiego Czerwonego Krzyża (1935)[117]
- Odznaka Honorowa Czerwonego Krzyża II klasy (Austro-Węgry, 1916)[117][6]